# Cerkiew św. Mikołaja w Bierieżnej Dubrowie
Cerkiew św. Mikołaja – cerkiew prawosławna we wsi Bierieżnaja Dubrowa w obwodzie archangielskim, wzniesiona przed 1678.
Świątynia wzniesiona jest w stylu typowym dla drewnianej architektury regionu oneskiego. Nawa budynku została wzniesiona na planie prostokąta, cerkiew posiada dziesięć cebulastych kopuł, z których największa jest usytuowana w centralnej części dachu. Jedenasta kopuła znajdowała się pierwotnie ponad wyodrębnioną częścią ołtarzową, pięciobocznie zamkniętą i zwieńczoną wysokim oślim łukim. W XIX w. do części zachodniej został dobudowany jednokondygnacyjny budynek użytkowy-jadalnia z ołtarzem ku czci Świętych Zosimy i Sawwacjusza Sołowieckich. We wnętrzu znajduje się wykonany w 1882 ikonostas, ufundowany ze składek parafian z okazji dwustu lat istnienia cerkwi oraz dwa ołtarze: św. Mikołaja i Świętego Spotkania.
Od czasu jej zamknięcia w latach 30. XX wieku w świątyni nie są odprawiane nabożeństwa. W tym samym okresie zniszczono również wolno stojącą dzwonnicę.